# Langbergia
Langbergia — вимерлий рід трираходонтидових цинодонтів з раннього тріасу Південної Африки. Тип і єдиний вид L. modisei був названий у 2006 році. Langbergia була знайдена у формації Burgersdorp у групі Beaufort, що є частиною зони збору Cynognathus. Близькоспоріднені трираходонтиди Trirachodon і Cricodon були знайдені в тому ж районі.